# Restoration (Haken)
Restoration è il primo EP del gruppo musicale britannico Haken, pubblicato il 27 ottobre 2014 dalla Inside Out Music.

## Descrizione
Prima pubblicazione del gruppo con il bassista Conner Green, Restoration contiene tre rifacimenti di altrettanti brani originariamente realizzati e pubblicati nel demo del 2008 Enter the 5th Dimension. Ad anticiparne la pubblicazione è stato il videoclip del brano d'apertura Darkest Light (rifacimento di Blind), pubblicato il 24 settembre 2014.
L'11 settembre l'EP è stato reso disponibile anche nel formato CD in concomitanza con la tournée tenuta dal gruppo insieme ai Between the Buried and Me.

## Tracce
1. Darkest Light – 6:43 (testo: Ross Jennings – musica: Haken)
2. Earthlings – 7:51 (testo: Raymond Hearne – musica: Haken)
3. Crystallised – 19:22 (testo: Charlie Griffiths, Richard Henshall, Raymond Hearne – musica: Haken)

## Formazione
Gruppo
- Ross Jennings – voce
- Richard Henshall – chitarra, tastiera
- Charlie Griffiths – chitarra
- Conner Green – basso
- Diego Tejeida – tastiera, sound design
- Raymond Hearne – batteria, cori

Altri musicisti
- Pete Rinaldi – chitarra acustica (traccia 3)
- Mike Portnoy – gong (traccia 3)